# Gustavo "Cuchi" Leguizamón
Gustavo "Cuchi" Leguizamón (Salta, 29 de septiembre de 1917-Salta, 27 de septiembre de 2000) fue un compositor argentino de música folclórica.

## Antecedentes personales
Nació en la ciudad de Salta a las 11:05 de la mañana. Miembro de una tradicional familia salteña, fue hijo de don José María Leguizamón Todd y de María Virginia Outes Tamayo. Estuvo casado con Emma O. Palermo. Era descendiente de Martina Silva de Gurruchaga, criolla considerada heroína de la independencia. Además, era bisnieto del gobernador de Salta José María Todd. A los 2 años, mientras padecía de sarampión, su prima María Filomena Emilia de la Trinidad Esquiú Leguizamón, le regaló una quena. Su familia cuenta que pronto le arrancaba al instrumento El Barbero de Sevilla casi íntegro. Después, siempre de oído, la emprendería con la guitarra y el bombo, hasta que acabó en el piano. Cuando tenía 20 años le comunicó a su padre, quien prefería que fuera a París para perfeccionarse, que iba a estudiar Derecho; Cuchi se dirigió a La Plata, donde en 1945 obtuvo el título de abogado.
Cantó con el coro universitario, jugó rugby, fue profesor de historia y filosofía y diputado provincial, y ejerció durante treinta años la abogacía, hasta que decidió abandonar. Según sus palabras: «Estoy harto de vivir en la discordia humana. Me produce una gran satisfacción ver una vieja en el mercado tarareando una música mía. Una vez venía bastante enojado con todos estos inconvenientes que tiene la vida, y un changuito (muchachito) pasó en bicicleta, silbando la Zamba del pañuelo. Entonces lo paré y le pregunté qué es lo que silba: -No sé; me gusta y por eso lo silbo-, me contestó. Ya ves, ésa es la función social de la música». Ingresó a la Sociedad Argentina de Autores y Compositores de Música (SADAIC) el 10 de diciembre de 1954, como socio número 9891.

## Actividad artística
En los años 1940, cuanto tenía algo más de 25 años, trenzó una amistad entrañable con el poeta Manuel J. Castilla, el hijo del jefe de la estación de Cerrillos, a quien en una de sus obras mayores le diría: «Padre, ya no hay nadie en la boletería». A Cuchi, muchas veces con letra de Castilla, le debe la música argentina y universal, zambas, chacareras, carnavalitos, vidalas inolvidables en las que habitan el amor, la tragedia, la miseria, el sarcasmo, la ternura. Era un enamorado de la baguala («Toda gran zamba encierra una baguala dormida: la baguala es un centro musical geopolítico de mi obra») así como también de Johann Sebastian Bach, Gustav Mahler, Maurice Ravel, Eric Satie, Igor Stravinsky, Arnold Schönberg y sobre todo de Beethoven, al que definió con sabiduría como «definitivo». Pero no se quedó ahí, también admiró a otro reconocido argentino, Enrique "El Mono" Villegas, y a brasileños como Chico Buarque, Milton Nascimento, Vinicius («Las corrientes de música popular americana más importantes están en Brasil») y el jazzista estadounidense Ellington. Capaz de organizar en Salta primero y en Tucumán más tarde conciertos de campanarios (literalmente, pues el sonido lo proveían los bronces de las iglesias), es cierto que Leguizamón saltó sobre el pentagrama y pulsó cuerdas, digitó teclados, sopló en maderas, cobres y cuernos, como se escribió alguna vez, a pura oreja. La prueba es que intentó también un concierto de locomotoras, fascinado por «ese instrumento musical maravilloso que tiene fácilmente dieciocho escapes de gas que son sonidos y un pito con el cual se pueden hacer maravillas, por no contar su misma marcha». Al principio —hasta hizo fundir una quena para agregarla a la máquina— los ferroviarios lo miraban como a un bicho (animal) raro. Después se entusiasmaron. Los maquinistas lo saludaban con el saludo sonoro de la locomotora, que además le enseñaron a plasmar.
En tiempos del presidente argentino Arturo Illia, Gustavo Leguizamón fue diputado provincial extrapartidario y en tiempos del gobernador peronista de Salta Roberto Romero, asesor cultural de la provincia. Fue entonces cuando embistió con mayor fiereza contra una burocracia sorda que impedía importar pianos y protagonizó en la Legislatura debates memorables para propender al descongelamiento cerebral. Capaz de respetar a Winston Churchill tanto cuanto despreciaba a Margaret Thatcher, la Guerra de las Malvinas fue para él una herida abierta pero no ciega, porque supo adjudicar responsabilidades cuando se preguntó por qué fueron y no pelearon. Impensable en Buenos Aires, Leguizamón —que mascaba hojas de coca, y defendía la costumbre— fue parte del paisaje de Salta, a la que amó profundamente, desde los olores de sus yuyos (hierbas) secos hasta el aire que viene de la quebrada escondida por la cual Belgrano sorprendió a los españoles. Se casó con Emma Palermo, teniendo cuatro hijos de ella: Juan Martín (1961), José María (1963), Delfín Galo (1965) y Luis Gonzalo (1967).
Es autor de las zambas más famosas y que representan a la cultura musical de Salta; la música popular; además de haber compuesto obras populares es un compositor que ha contribuido con su talento y su expresión al acervo cultural salteño. Sus obras son características por su armonía y ritmo por su riqueza melódica, su temática musical. Escribió entre otras: Zamba del Pañuelo, Zamba del Mar, Zamba del Panza Verde con Jaime Dávalos, Chacarera del Expediente, Carnavalito del Duende, Zamba Argamonte con Manuel J. Castilla, Zamba para la Viuda con Miguel Ángel Pérez, Bajo el azote del Sol con Nella Castro.
Su musicalidad y asonancia fue única y componía algunas de sus obras a la medida de la interpretación del Dúo Salteño, con quien mejor acuñó las disonancias que emergían como duendes traviesos de las melodías. Su simpatía y espontaneidad brotaban a borbotones en la cotidianeidad salteña. Ganó numerosos premios por su labor artística: Premio SADAIC, Premio Fondo Nacional de la Artes. Compuso una obra que Virtú Maragno estrenó con la Orquesta Sinfónica de Santa Fe: es su Preludio y Jadeo. Compuso la música para la película La redada - 1997, dirigida por Rolando Pardo, en la que además interpreta como actor a Picaflor.
Falleció en Salta el 27 de septiembre de 2000 a las 16:30 aproximadamente; dos días antes de cumplir los 83 años de edad.

### Seudónimo "Cuchi"
En quechua cuchi significa chancho. En Salta no se le otorga un significado peyorativo a la expresión. Cuando tenía apenas meses de vida a su madre le preocupaba su delgadez. En esa época le ofrecieron unos chanchos para ver si podía comprarlos, pero al verlos muy delgados, exclamó: «¡Pero están flacos como este cuchi!», mirando a su hijo.

## Obra
La obra de Gustavo Leguizamón es muy extensa. Es el autor de la música de muchas composiciones que se convirtieron en clásicos de la música popular o folklore argentino, entre ellas: Lloraré, Zamba del Carnaval, la Zamba de Balderrama, La Pomeña, la Zamba de Lozano, Maturana, La Arenosa, Si llega a ser tucumana, y la Zamba del Laurel.
Puso música a varios poemas de Manuel Castilla, formando con él uno de los dúos de compositor-escritor más respetados e interpretados del folclore argentino. Compuso además con poetas como Jorge Luis Borges, Pablo Neruda, Jaime Dávalos, Armando Tejada Gómez, Raúl Araoz Anzoategui, Jacobo Regen, Juan Carlos Dávalos, Miguel Ángel Pérez y Hugo Alarcón.

### Datos de sus obras más famosas

#### Zamba para la viuda
Es una conocida zamba creada por Gustavo Leguizamón. La difusión principal de la obra se debe al Dúo Salteño y su versión del disco "Como quien entrega el alma" publicado en 1984 luego de largos años de censura por parte de la dictadura militar. La obra fue registrada el 20/05/1983 con música de Gustavo "Cuchi" Leguizamon y poesía de Miguel Ángel Perez.
La viuda es una leyenda urbana perteneciente al noroeste argentino que cuenta la historia de aquellas viudas que pierden a sus parejas en el monte y que envejecen esperándolas. Cuando las viudas mueren, su alma se queda en el monte, esperando a su amor perdido y si ven a algún jinete, saltan a su caballo, y si la persona o el animal se asusta, esta le clava en el medio del pecho sus uñas provocándole graves heridas o incluso la muerte.
La zamba tiene una forma típica. A diferencia de algunas zambas famosas, cada parte está compuesta por tres temas en vez de dos (en las zambas, se suelen usar dos temas uno que funciona como pregunta y otro que responde y se repite dos veces). La tonalidad de la canción es La mayor, aunque el Dúo Salteño la canta en Do mayor. A simple vista, la melodía de la canción parece sencilla y cantabile, como pasa con la mayor parte del repertoria de Leguizamon. Sin embargo, requiere de una gran amplitud vocal, ya que su sonido intenta evocar aquellos altos montes norteños donde aparece la viuda.   

##### Forma y letra
```
           Introducción (8 compases)
           Parte A (12 compases)
           Parte B (12 compases)
           Estribillo (12 compases)
           
           Introducción (8 compases)
           Parta A' (12 compases)
           Parte B' (12 compases)
           Estribillo (12 compases)
```

| |  |
| Entre las sendas del monte Trapito de nube oscura Desflecándose en el aire Va la sombra de la viuda La dibuja el refusilo Le moja el pelo la lluvia. Por su domador se apena El de la voz corajuda El que habiloso llenaba De escozores su cintura Pena por el rubio Soria Difunto y sin sepultura Noche de las condenadas Noche parda de las brujas Desflecándose en el aire Trapito de nube oscura Anda en el monte llorando Lágrimas de ánima y viuda Cuando la oración enciende Los ojos a las lechuzas Y el Horco Molle se apaga Al fondo de la laguna Los gauchos ven en las sombras Al fantasma de la viuda Tiemblan caballo y jinete Cuando se enanca la viuda Es pedigüeña de amores Y si el hombre se le asusta Le clava en medio del pecho Mismo que garras, las uñas |  |

## Reconocimientos
En 1965 obtuvo el Primer Premio del Festival latinoamericano de Salta con La zamba soltera. En 1973 ganó el Gran Premio SADAIC en el género música nativa. En 1980 ganó el Primer Premio en la Cantata Cafayateña, Salta. En febrero de 1984, en un hecho sorprendente, fue distinguido en el Festival Argentino de Música Contemporánea, que desde 1980 se realizaba en el Anfiteatro Municipal de la Falda y de donde surgieron figuras como Alejandro Lerner, Juan Carlos Baglietto, Patricia Sosa, Manuel Wirzt, Los Enanitos Verdes, entre otros. En esa ocasión, invitado por el organizador del festival, Mario Luna- un exalumno suyo en el Colegio Nacional de Salta- Cuchi trabó amistad con Luis Alberto Spinetta, Fito Paez y Litto Nebbia, quien fue el productor de su disco doble, entre otros. En 1986 obtuvo el Primer Premio en el Festival de Cosquín, Córdoba, con la zamba Bajo el azote del sol, con letra de Antonio Nella Castro. 
El 7 de noviembre de 1988 la Universidad Nacional de Tucumán le otorgó el Reconocimiento al Mérito Artístico-Creativo (Producción Folclórica). El 16 de junio de 1989 el Gobierno de la Provincia de Salta le otorga el Reconocimiento al Mérito Artístico previsto en la Ley 6.475. En 1985 recibió el Premio Konex - Diploma al Mérito como uno de los 5 mejores Compositores de Folklore de la década, mismo premio que volvió a obtener en 2005, esta vez post mortem. El 15 de octubre de 1999 el diario Clarín en la serie del suplemento de Espectáculos «El siglo que se va, el milenio que viene» incluye como la figura destacada del siglo en el folklore argentino a Cuchi. 
Abogado de profesión, exfiscal de Estado de la Provincia de Salta por méritos propios, diputado nacional por avatares de la política y, fundamentalmente, creativo y músico de alma.